# Estolho

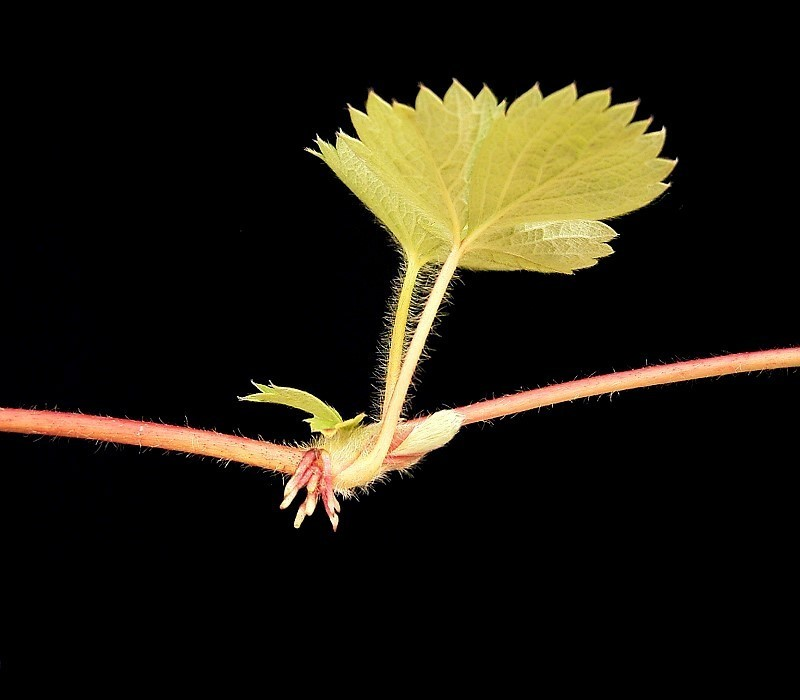
Estolho de morangueiro, uma planta que se multiplica por meio de estolhos.

Estolho (do latim stolō, genitivo stolōnis - "ramo"), raramente referido por estolão, é a designação dada em botânica a um tipo de caule de crescimento horizontal, geralmente aéreo ou sub-aéreo, que em alguns pontos ao longo do seu percurso lança raízes adventícias que dão origem a plântulas. Embora de uso menos comum, o termo é utilizado em outros campos da biologia para designar ligações horizontais entre organismos, que são tipicamente prolongamentos do exoesqueleto no caso dos invertebrados e hifas no caso dos fungos.

## Botânica

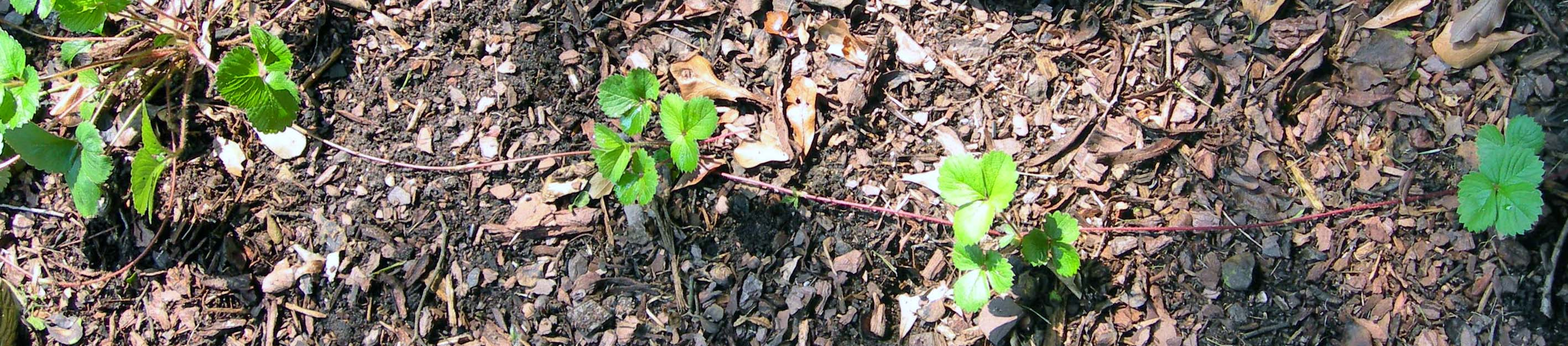
Estolho do morangueiro híbrido Comarum palustre × Fragaria × ananassa mostrando o desenvolvimento de plântulas nos seus nós

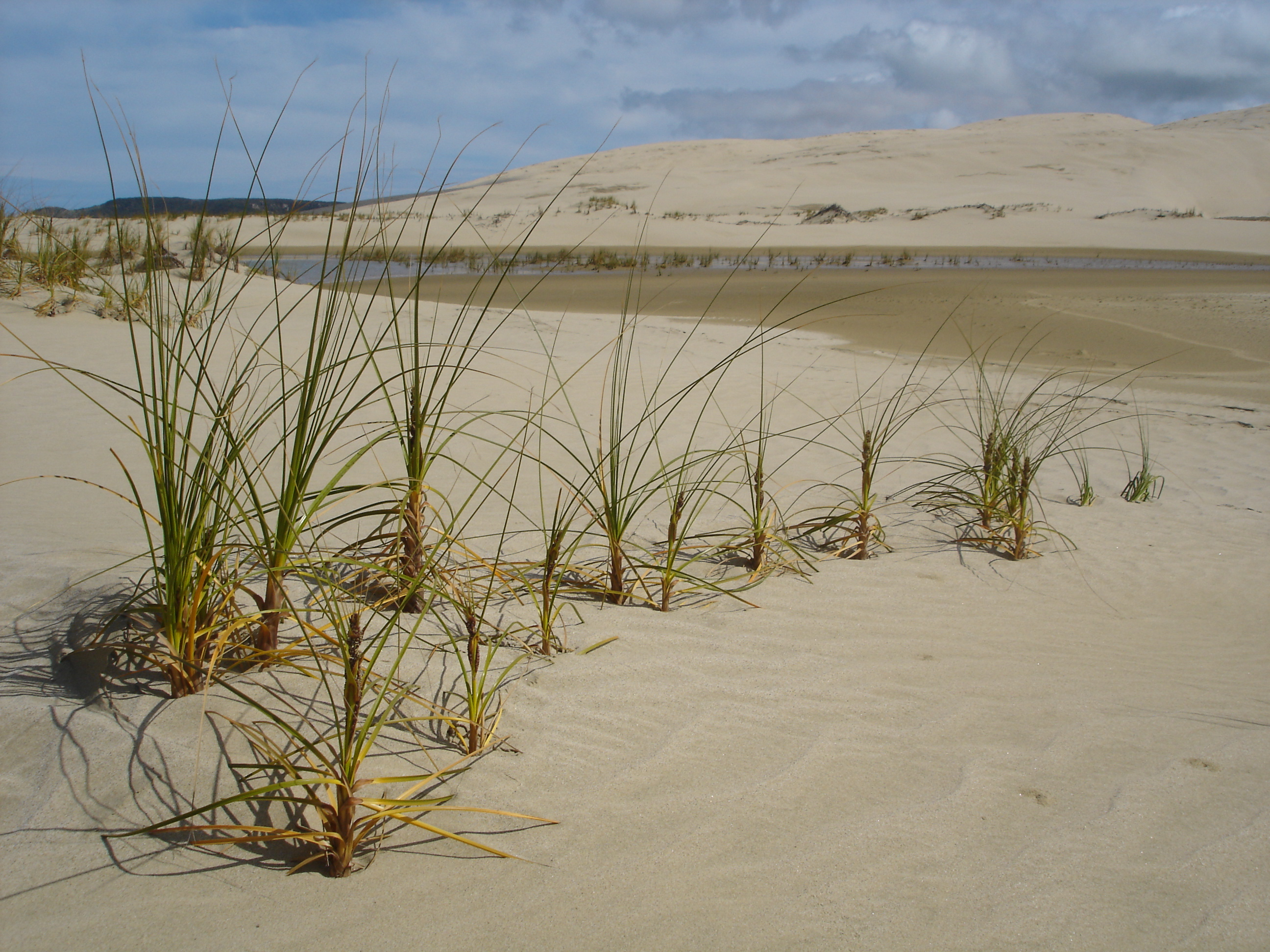
Plantulas de Ficinia spiralis, uma ciperácea neozelandesa, que forma colónias através do lançamento de estolhos.

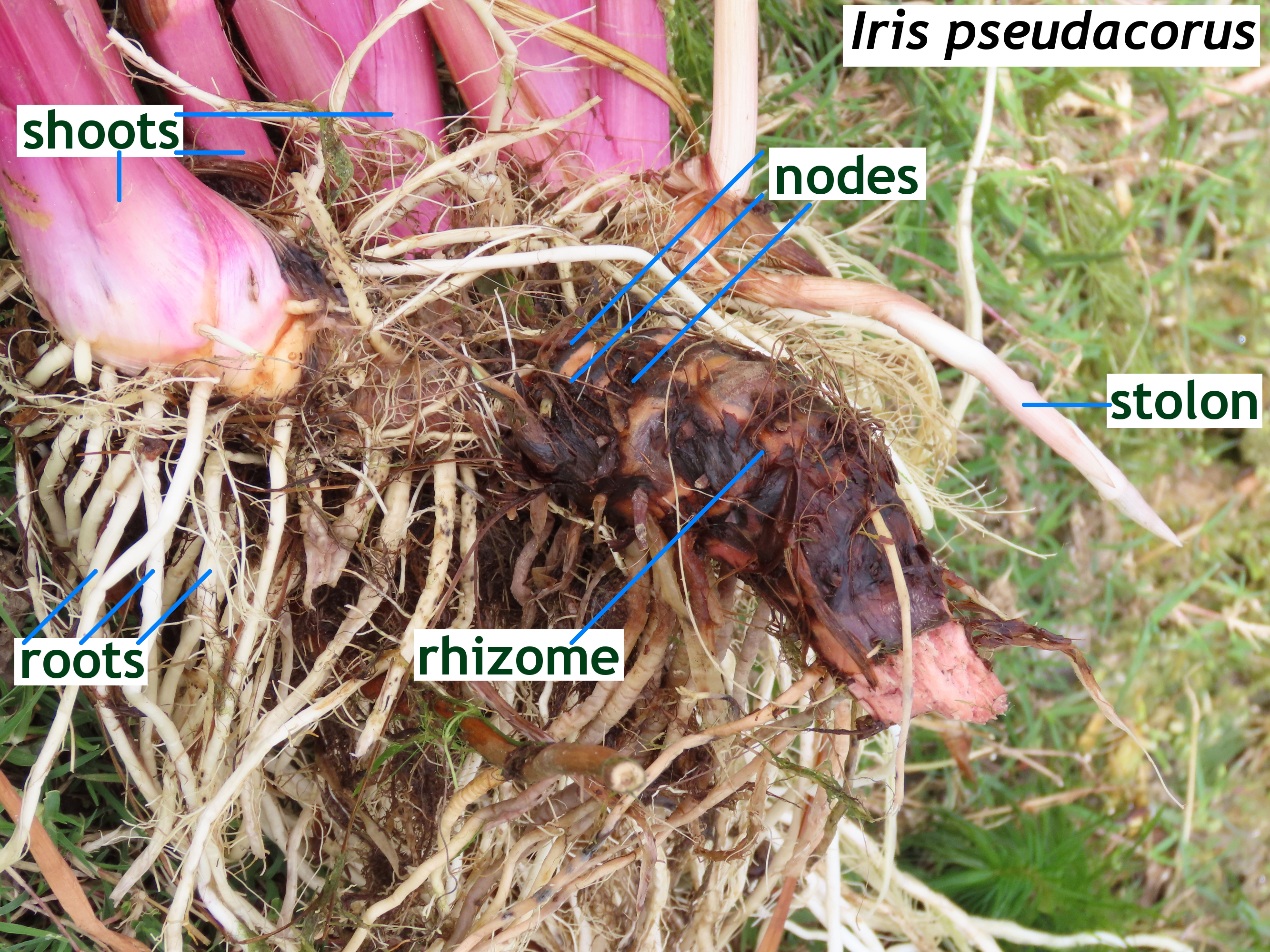
Distinção entre rizomas e estolhos num espécime de Iris pseudacorus.

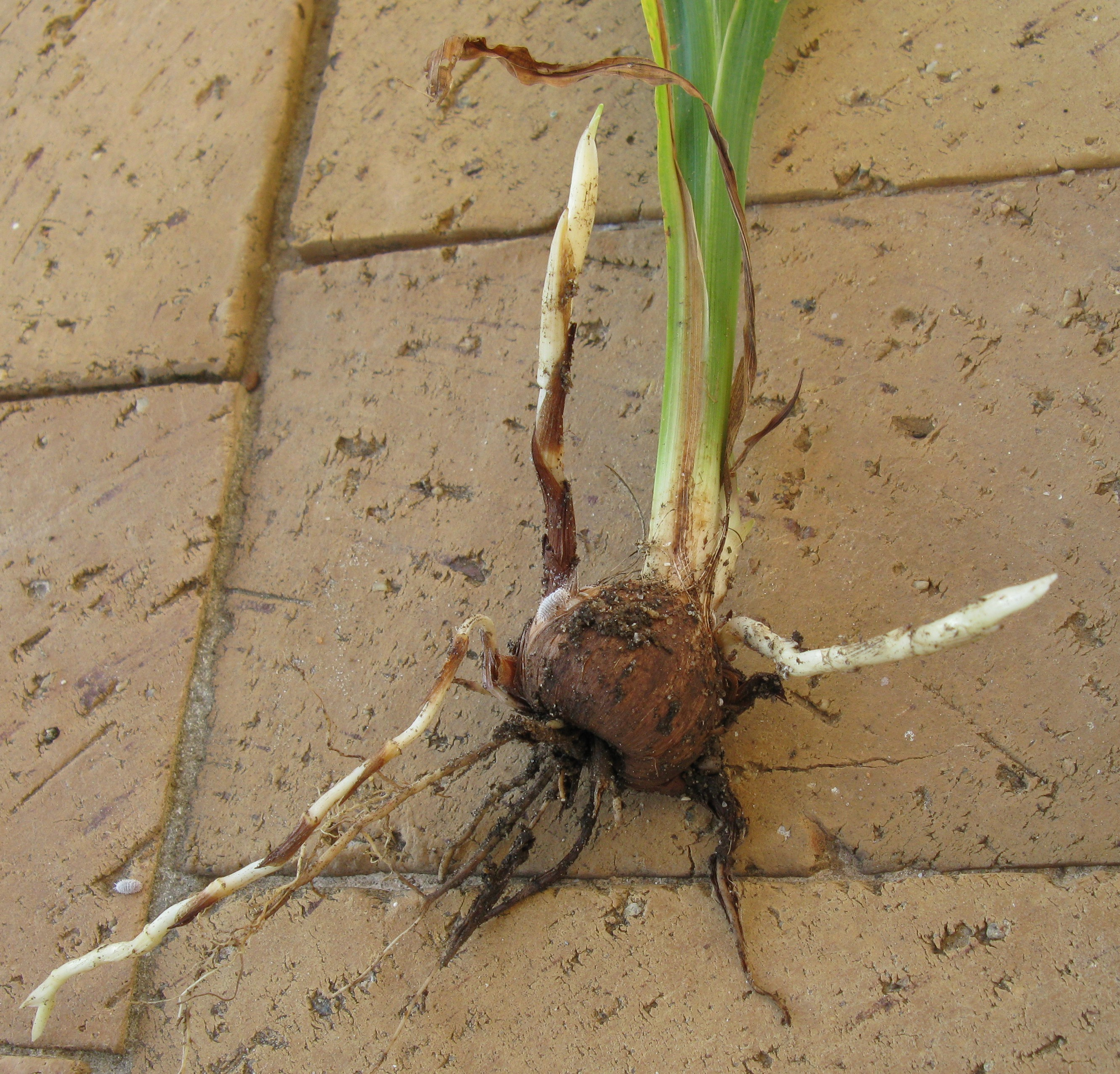
Estolhos a emergir do cormo de uma Crocosmia. Os estolhos são caules que emergiram de botões axilares nos nós das folhas da túnica do bolbo.

Os estolhos das plantas são caules aéreos ou sub-aéreos, finos, que apresentam crescimento horizontal, originando novas plantas. As plantas que produzem estolhos são designadas por estoloníferas.
Nas plantas estoloníferas, os estolhos são caules modificados que crescem na superfície do solo (estolhos aéreos), ou logo abaixo da superfície do solo (estolhos sub-aéreos), que produzem raízes adventícias nos seus nós, que alimentam botões com meristemas a partir das quais se desenvolvem novas plantas. Nestas plantas, a formação de estolhos é uma estratégia de propagação, na qual o complexo de indivíduos formado pela planta-mãe e todos os seus clones produzidos a partir dos estolhos formam um único indivíduo genético, um genet ou colónia clonal.
Os estolhos podem ou não ter longos entrenós, sendo que as folhas, quando existam ao longo do estolho, são geralmente muito pequenas, embora em alguns casos, como em Stachys sylvatica, possam ter tamanho normal.
Os estolhos forma-se na base da planta, geralmente muito próximo do ponto de inserção da planta na superfície do solo. No caso do morangueiro, o ponto de inserção ocorre acima da superfície do solo, mas em muitas espécies formadoras de bulbos e em plantas com rizoma, os estolhos permanecem no subsolo e formam brotos que sobem à superfície nas extremidades ou nos nós.
Os nós dos estolhos produzem raízes, geralmente ao redor do nó, e as hormonas produzidos pelas raízes fazem com que o estolho inicie o brotamento com folhas normais.
Em geral, um ano ou dois após a formação da nova planta, o estolho morre, separando assim os indivíduos. Até ao desenvolvimento completo da planta-filha esta é alimentada pela planta-mãe. Quando a planta-filha consegue produzir os seus próprios compostos orgânicos, o estolho seca naturalmente, tornando a planta-filha independente.
O crescimento horizontal dos estolhos resulta da interação dos diferentes hormonas produzidas no ponto de crescimento e das hormonas da planta principal, com alguns estudos mostrando que o crescimento do estolho e do rizoma são afetados pela quantidade de luz sombreada que a planta recebe, verificando-se um aumento da produção e ramificação de estolhos em plantas expostas a situações mistas de insolação, com períodos de sol e sombra, enquanto que em plantas expostas à radiação solar directa todo o dia ou na sombra todo o dia produzem menos estolhos.
A semelhança entre estolhos e rizomas pode conduzir a algumas situações ambíguas, embora, ao contrário dos estolhos, os rizomas persistam normalmente por muitos anos, ou mesmo por todo o ciclo de vida da planta, acrescentando mais comprimento a cada ano às extremidades com crescimento ativo. Várias plantas têm rizomas ao nível do solo ou acima do solo, incluindo os membros do género Iris e muitas orquídeas. Para evitar essa ambiguidade, Herman Theodor Holm propôs em 1929 restringir o termo «rizoma» aos caules horizontais, geralmente subterrâneos, que produzem raízes na sua superfície inferior e folhas verdes no ápice, que se desenvolvem diretamente a partir da plúmula do embrião. Por outro lado, considera o termo «estolho» se aplica exclusivamente aos ramos axilares subterrâneos que não carregam folhas verdes, mas apenas membranáceas, semelhantes a escamas.
Ainda assim, a espécie Convallaria majalis (o lírio-do-vale) apresenta rizomas que crescem em hastes semelhantes a estolhos, denominadas «rizomas estoloníferos» ou «rizomas leptomorfos». Várias plantas apresentam rizomas estoloníferos, incluindo os membros do género Aster. Esses rizomas semelhantes a estolhos são longos e finos, com entrenós longos e crescimento indeterminado com botões laterais nos nós, que permanecem na sua maioria dormentes.
Em estudos sobre espécies de gramíneas, com plantas que produzem estolhos ou rizomas e plantas que produzem estolhos e rizomas, foram notadas diferenças morfológicas e fisiológicas. Os estolhos apresentam entrenós mais longos e funcionam como meio de buscar luz e são usados para a propagação da planta, enquanto os rizomas são usados como órgãos de armazenamento de carboidratos e para a manutenção do tecido meristemático para manter a planta-mãe viva entre estações de crescimento.
Em algumas espécies do género Cyperus os estolhos terminam em zonas engrossadas que dão origem a tubérculos, que neste caso são estolhos inchados a partir dos quais se formam novas plantas.
Algumas espécies de plantas rastejantes também podem gerar raízes adventícias nos seus caules, mas não são consideradas plantas estoloníferas, já que um estolho brota de um caule existente e pode produzir um indivíduo completo.
Entre as plantas que se propagam por meio de estolhos aéreos incluem-se espécies dos géneros Potentilla, Cynodon (gramínea), Fragaria (entre as quais o morangueiro), Pilosella, Zoysia e Ranunculus, com destaque para a espécie Ranunculus repens. Entre as espécies cultivadas ocorrem vários exemplos, entre os quais o morangueiro, a hortelã, as gramas e o clorófito.
Entre as plantas com estolhos abaixo da superfície do solo (sub-aéreos) incluem-se várias gramíneas e os géneros Ajuga, Mentha, e Stachys. Várias espécies de Iris apresentam estolhos ligados aos seus rizomas, incluindo Iris stolonifera.
Na batateira, os estolhos começam a crescer dentro de 10 dias após as plantas emergirem acima do solo, com os tubérculos geralmente começando a se formar no final dos estolhos. Neste caso, os tubérculos (as batatas) são estolhos modificados, que mantêm reservas alimentares, com alguns botões que se desenvolvem em caules. Dado não ser um rizoma, não gera raízes, mas o novo crescimento do caule, que cresce até a superfície, produz raízes.
As espécies do género Hydrilla usam estolhos que produzem tubérculos que são dispersos pelas águas, sendo capazes de sobreviver a períodos de seca em habitats aquáticos.
No género Erythronium ocorrem estolhos brancos que emergem do bolbo. A maioria corre horizontalmente, no subsolo ou ao longo da superfície do solo sob o lençol de folhas. Diversas espécies de planta bulbosas produzem estolhos, entre as quais a espécie Erythronium propullans.
A espécie Convolvulus arvensis é uma espécie de erva daninha na agricultura que se espalha por estolhos subterrâneos que produzem rizomas.
Acredita-se que a reprodução baseada em estolhos tenha sido usada pelos Rangeomorpha no período Ediacarano.

## Micologia
Em micologia, o «estolho» é definido como um hifa ocasionalmente septada, que conecta esporangióforos entre si. Estruturas semelhantes a raízes, chamadas rizóides podem também aparecer nestes «estolhos», ancorando as hifas ao substrato.
Nos fungos, o estolho é comummente encontrado nos bolores-do-pão e são vistos como formar do bolor se expandir horizontalmente através do substrato.

## Zoologia

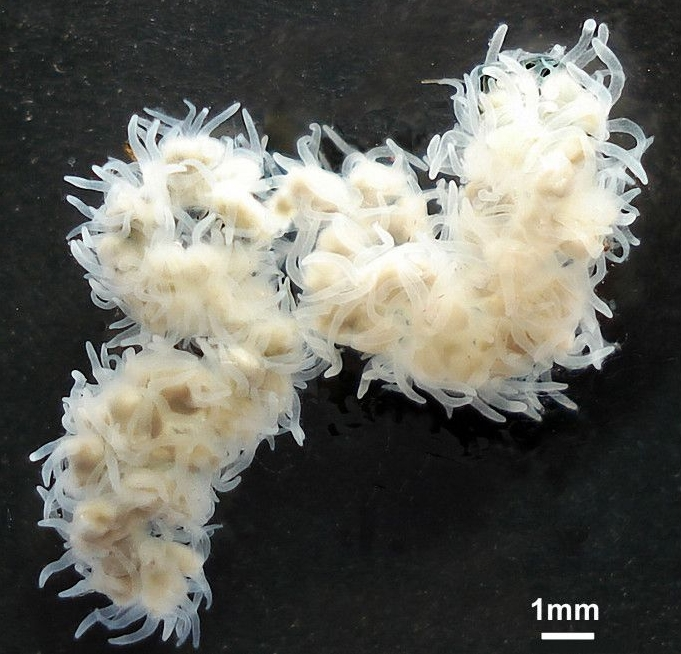
Polypodium hydriforme uma espécie de cnidários que parasita peixes, apresenta um estágio de medusoides interligados por «estolões».

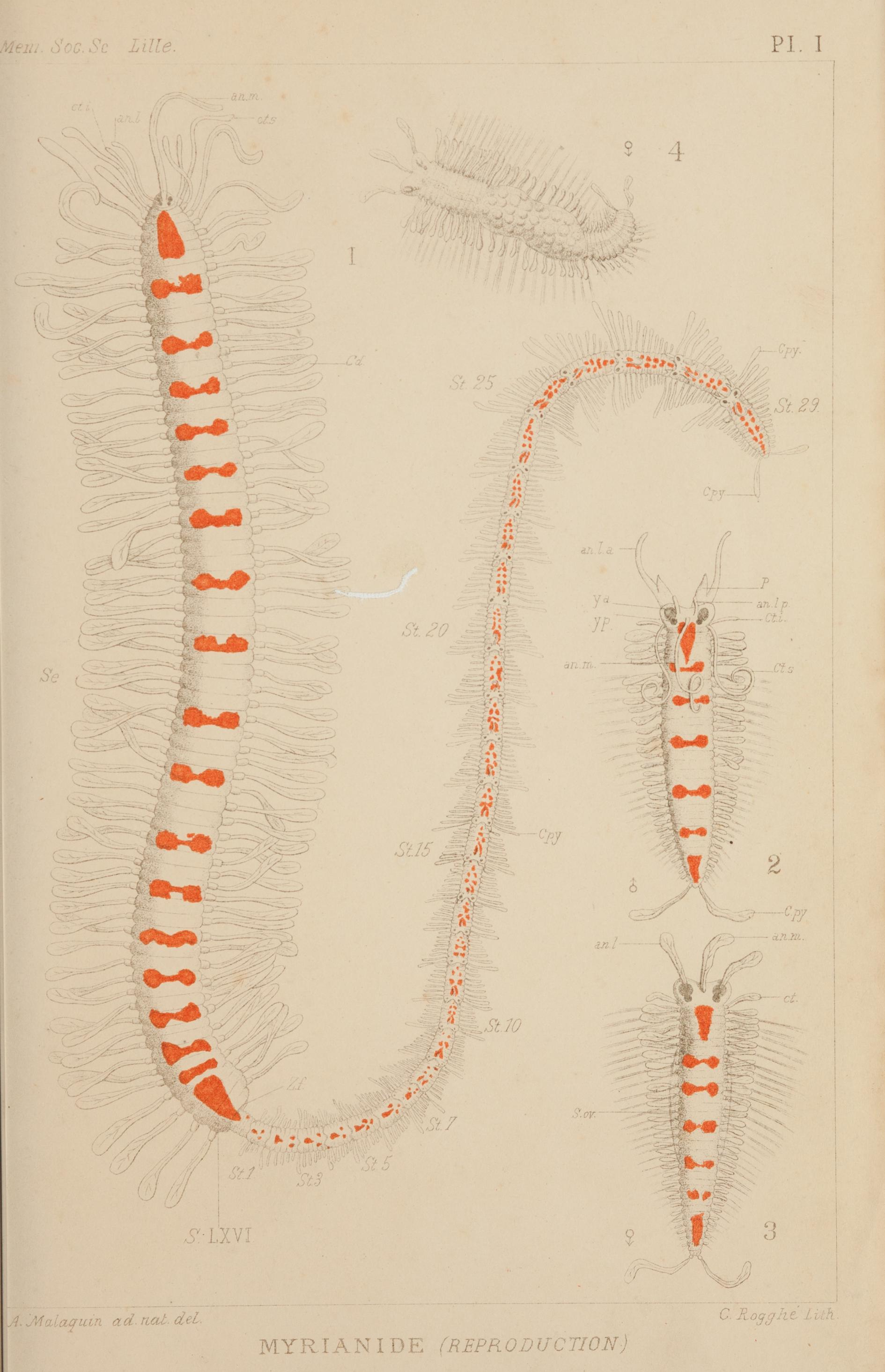
Membros do género Myrianida, um grupo de Polychaete, por vezes designados por «verme-comboio», forma estolões contendo ovos e esperma.

Alguns briozoários formam colónias por meio da conexão de unidades individuais por estolões. Outras colónias incluem estruturas laminares e estruturas erectas formadas por unidades interligadas por estolões.
Alguns Cnidaria coloniais desenvolvem estolões com que formam estruturas medusoides interligadas que nas fases seguintes do ciclo de vida se separam.
Um exemplo entre os tunicados são as ascídeas da espécies Stolonica socialis, em que a formação de estolões permite a reprodução assexuada por brotamento. através da formação de um fino cordão que liga cada indivíduo da colónia ao organismo-mãe, mantendo-os em comunicação e permitindo a partilha de nutrientes até ocorrer a sepação e cada indivíduos se autonomizar e partir para a formação de nova colónia.
Alguns organismos semelhantes a vermes, como certas Polychaeta do género Myrianida, formam estolões contendo óvulos ou espermatozoides que seguem atrás do corpo principal.